# Tindegga
Tindegga är en bergstopp i Antarktis. Den ligger i Östantarktis. Norge gör anspråk på området. Toppen på Tindegga är 2 327 meter över havet, eller 429 meter över den omgivande terrängen. Bredden vid basen är 3,6 km.
Terrängen runt Tindegga är varierad. Trakten är obefolkad. Det finns inga samhällen i närheten. 